# No Limit (film, 2010)
Pour les articles homonymes, voir No Limit.
Pour plus de détails, voir Fiche technique et Distribution.
No Limit, exploité au Québec sous le titre : Impensable,  (titre original : Unthinkable) est un film américain réalisé par Gregor Jordan, sorti directement en vidéo en juin 2010.

## Synopsis
Steven Arthur Younger est un américain converti à l'Islam radical. Il prend le nom de Yusuf après sa conversion à l'islam et est arrêté après avoir déclaré poser trois armes nucléaires dans trois villes américaines différentes. Brody, agent du FBI spécialiste en interrogatoire, est appelée pour découvrir où sont les engins qui menacent le pays. Cependant, pour forcer Yusuf à leur révéler les lieux où sont cachées les bombes, les fédéraux font également appel à un spécialiste de la torture : H.
La gravité de la menace et le faible temps restant avant le déclenchement des bombes font en sorte que ce dernier reçoit l'aval présidentiel afin d'obtenir coûte que coûte, les aveux du terroriste, sans limite sur les méthodes à employer, malgré les réticences morales des autres agents.

## Fiche technique
- Titre : No Limit
- Titre québécois :  Impensable
- Titre original :  Unthinkable
- Réalisation : Gregor Jordan
- Scénario : Peter Woodward
- Production : Caldecot Chubb, Vanessa Coifman, Marco Weber
- Direction artistique : Nick Ralbovsky
- Décors : Steven Jones-Evans
- Décorateur de plateau : Amber Haley
- Costumes : Danielle Hollowell
- Photo : Oliver Stapleton
- Montage : Scott Chestnut
- Musique : Graeme Revell
- Lieux de tournage :
  - Los Angeles, Californie, États-Unis
  - Michigan, États-Unis
- Format image/son : Couleurs - 1.85:1 - 35 mm // Dolby Digital
- Langue : anglais
- Genre : Thriller
- Durée : 97 minutes
- Dates de sortie : Direct-to-video -
  -  États-Unis : 15 juin 2010
  -  France : 19 octobre 2010

## Distribution
- Michael Sheen (VF : Éric Legrand) : Yusuf / Steven Arthur Younger
- Samuel L. Jackson (VF : Thierry Desroses) : Henry Harold Humphries alias 'H'
- Carrie-Anne Moss (VF : Danièle Douet) : Agent Helen Brody
- Brandon Routh (VF : Mathias Kozlowski) : Agent DJ Jackson
- Gil Bellows : Agent Vincent
- Joshua Harto : Agent Phillips
- Martin Donovan (VF : Guillaume Orsat) : Jack Saunders
- Stephen Root (VF : Gabriel Le Doze) : Charles Thomson
- Necar Zadegan : Jehan Younger
- Benito Martinez : Alvarez
- Lora Kojovic : Rina Humphries
- Yara Shahidi : Katie Humphries